# 乌图河
乌图河，位于中国贵州省西部，是乌都河左岸支流，发源于盘县鸡场坪彝族乡赵子河，上段称牛昌河，由西南向东北，经过戴家寨、天生桥、瓦房寨三段暗河，在舍烹鸡窝箐出露后由西折向东流，于水城县花嘎苗族布依族彝族乡鸡关岭汇入乌都河。河长48.5千米，落差1030米，流域面积472.2平方千米。